# 大家洼站
大家洼站，位于山东省潍坊市寒亭区大家洼街道，是益羊铁路、德大铁路、黄大铁路、大莱龙铁路的车站，为潍坊北部区域铁路枢纽站。车站始建于1987年，隶属青州地方铁路局益羊铁路管理处
2018年，大莱龙铁路扩能改造工程启动后，大家洼站升级电力系统并改建为区段站。